# أزمة المياه في كيب تاون

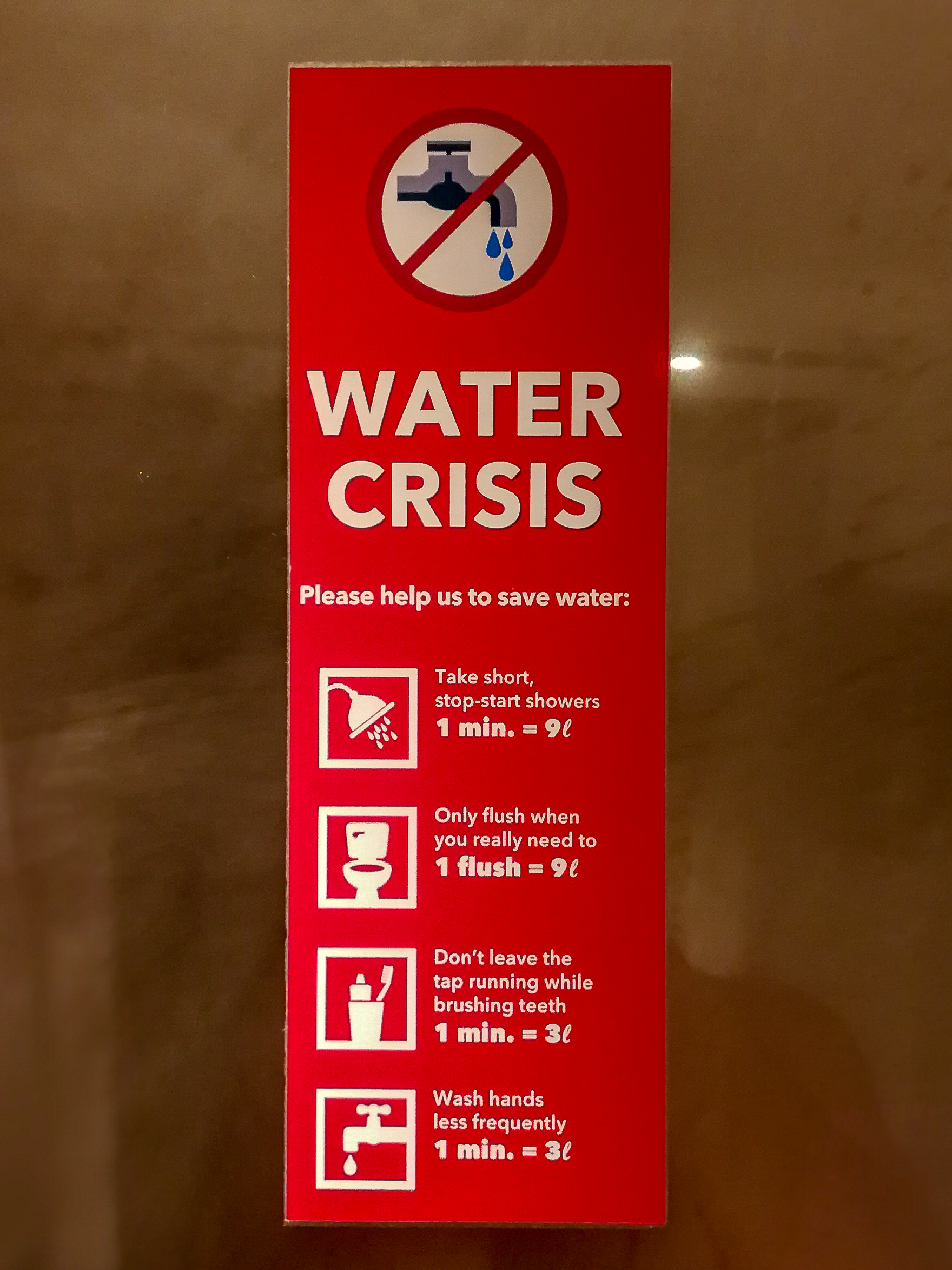
ويكيمينيا 2018: أزمة المياه في كيب تاون

تمثلت أزمة المياه في كيب تاون في جنوب أفريقيا بفترة من النقص الحاد في المياه في منطقة كيب الغربية، وأثرت بشكل خاص على مدينة كيب تاون. بلغت أزمة المياه في كيب تاون ذروتها خلال منتصف عام 2017  حتى منتصف عام 2018 عندما تراوحت مستويات المياه بين 15% و30% من إجمالي سعة السد؛ وذلك في الوقت الذي كانت فيه مستويات مياه السدود في انخفاض منذ عام 2015.
ذُكِرت خطط «اليوم الصفر» لأول مرة في أواخر عام 2017؛ وهي إشارات مختصرة لليوم الذي يمكن أن ينخفض فيه مستوى المياه في السدود الرئيسية التي تزود المدينة عن 13.5%. يمثل «اليوم الصفر» بداية المرحلة السابعة من القيود على المياه، وذلك عند قطع إمدادات المياه المحلية إلى حد كبير، وكان من المتوقع أن يضطر السكان إلى الوقوف في طوابير للحصول على حصتهم اليومية من المياه. كان من الممكن أن تكون مدينة كيب تاون أول مدينة رئيسية في العالم تخلو من المياه في حال حدوث ذلك. حدثت أزمة المياه في نفس وقت أزمة الجفاف في كيب الشرقية في عام 2021 في منطقة منفصلة قريبة.
نفذت مدينة كيب تاون قيودًا كبيرة على المياه في محاولة للحد من استخدامها، ونجحت في تقليل استخدامها اليومي للمياه بأكثر من النصف إلى حوالي 500 مليون لتر (130 مليون غالون أمريكي) يوميًا في مارس عام 2018. أدى الانخفاض في استخدام المياه بالمدينة إلى تأجيل تقديرها لما يُطلق عليه «اليوم الصفر»؛ وأدت الأمطار الغزيرة التي بدأت في يونيو عام 2018 إلى استعادة مستويات السدود. بدأت المدينة في تخفيف القيود المفروضة على المياه في سبتمبر عام 2018، وذلك مع اقتراب مستويات السدود من 70%، مما يشير إلى انتهاء أسوأ فترة في أزمة المياه. أدت الأمطار الغزيرة في عام 2020 إلى القضاء على الجفاف ونقص المياه بشكل فعال عندما وصلت مستويات السدود إلى 95%.

## الأسباب

### الجفاف الشديد
كان السبب المباشر لأزمة المياه هو الجفاف الشديد في الفترة بين عامي 2015-2017 الذي تجاوز معايير تخطيط وزارة المياه والصرف الصحي. حدد البحث الذي أجرته مجموعة تحليل النظام المناخي في جامعة كيب تاون حول بيانات الطقس طويلة المدى أن انخفاض هطول الأمطار بين عامي 2015 و2017 كان حدثًا نادرًا جدًا وشديدًا. ارتبطت اتجاهات هطول الأمطار المتناقصة بالتغيرات الأوسع في دوران الغلاف الجوي والمحيطي؛ بما في ذلك التحول القطبي لممر الرطوبة في نصف الكرة الجنوبي بين عامي 2015-2017؛ وإزاحة التيار النفاث وتوسع نظام الضغط العالي شبه الدائم في جنوب المحيط الأطلسي. كان عام 2017 هو العام الأكثر جفافًا منذ عام 1933، وربما قبل ذلك، حيث لم تكن البيانات القابلة للمقارنة قبل عام 1933 متاحة. وجد البحث أيضًا أن الجفاف الخطير هذا يحدث إحصائيًا مرة واحدة كل 300 عام تقريبًا.

### إدارة الإمدادات والطلب على المدى الطويل
نما عدد سكان مدينة كيب تاون من 2.4 مليون مقيم في عام 1995 إلى ما يقدر بحوالي 4.1 مليون بحلول عام 2015، وهو ما يمثل زيادة سكانية بنسبة 71% خلال عشرين عام، وذلك في حين ازدياد تخزين مياه السدود بنسبة 17% فقط في نفس الفترة. غالبًا ما يُقلَّل من تأثير الزيادات السكانية على الطلب على المياه، إذ لا يأخذ التوقع الاستخدامات غير المباشرة للفرد للمياه من خلال إنتاج الغذاء والسلع الاستهلاكية في اعتباره بالكامل. توقعت وزارة شؤون المياه والغابات في عام 2007 أن الطلب المتزايد على نظام إمدادات المياه في كيب الغربية سوف يتجاوز الإمدادات؛ وذلك في حال عدم تنفيذ تدابير ترشيد استهلاك المياه وإدارة الإمدادات من قبل المدينة والبلديات الأخرى.
تتفاقم هذه الزيادة في الطلب على المدى الطويل بسبب الضغوط على إمدادات المياه على المدى الطويل، بما في ذلك الأنواع الغازية وتغير المناخ. أدى انتشار النباتات الغريبة المتعطشة للماء في مناطق مستجمعات المياه الأساسية إلى تقليل إمدادات سد ثيواترسكلوف بالمياه إلى حوالي 30 مليون مكعب متري سنويًا. كانت هناك زيادة في درجة الحرارة بدرجة مئوية واحدة خلال القرن الماضي؛ وتتوقع النماذج أن متوسط درجة الحرارة في كيب تاون سيرتفع بمقدار 0.25 درجة مئوية أخرى في السنوات العشر القادمة، الأمر الذي يمكن أن يزيد من احتمالية حدوث الجفاف وشدته. لم تُستوعَب تأثيرات تغير المناخ بشكل كافٍ في النماذج المناخية الحالية. قالت هيلين زيلي، رئيسة وزراء كيب الغربية، إن وكالات الطقس في جنوب أفريقيا لم تكن تتوقع حدوث جفاف حاد لمدة 10 سنوات أخرى.

### فشل الحكومة
تشارك الحكومة المحلية والإقليمية والوطنية مسؤولية إمدادات المياه. ينص قانون المياه الوطني (القانون رقم 36 لعام 1998) على أن الحكومة الوطنية هي «الوصي العام» على موارد المياه في البلاد لضمان «حماية المياه، واستخدامها، وتطويرها، وحفظها، وإدارتها، والتحكم فيها بطريقة مستدامة ومنصفة لصالح جميع الأشخاص». أدى ذلك إلى توتر بين الحكومة المحلية والإقليمية التي تقودها المعارضة (التحالف الديمقراطي) من ناحية؛ والحكومة الوطنية التي يقودها الأغلبية من ناحية أخرى (المؤتمر الوطني الأفريقي)، وذلك مع إلقاء الأطراف اللوم على بعضها البعض بشأن أزمة المياه. انتُقِد التحالف الديمقراطي بسبب نقص التفكير المستقبلي حول تطوير مصادر المياه الجديدة والبنية التحتية؛ بينما اتُهِم المؤتمر الوطني الأفريقي بوقف التمويل للتخريب وإحراج الإدارة التي يقودها التحالف الديمقراطي. إن الديون المرتفعة والفساد المتفشي في وزارة المياه والصرف الصحي قد يفسر فشلها في قبول طلب كيب الغربية الذي تبلغ قيمته 35 مليون راند (3 مليون دولار أمريكي)؛ وذلك لزيادة إمدادات المياه والبنية التحتية في عام 2015 وفقًا لتقرير صادر عن التجمع المعني بالمياه في جنوب أفريقيا. دعت هيلين زيلي، رئيسة وزراء كيب الغربية، الحكومة الوطنية إلى إعادة تكاليف إدارة أزمة المياه إلى مدينة كيب تاون.
تعرضت المدينة في منتصف أكتوبر عام 2017 لانتقادات بعض شركات تحلية المياه لبطء وتيرة الشراء، وارتفاع مستوى البيروقراطية، وعدم الإلحاح، وعدم كفاية حجم مشاريع إمدادات المياه المقترحة. قرر التحالف الديمقراطي التنفيذي الفيدرالي في يناير عام 2018 عزل عمدة كيب تاون باتريشيا دي ليل من إدارة فريق العمل للاستجابة للجفاف؛ واستبدلها برئيس التحالف الديمقراطي موسي ميمان، وذلك ردًا على تقرير مُدين ينتقد مدينة كيب تاون لفشلها في التعامل مع الكارثة بطريقة مناسبة وفي الوقت المناسب وغيرها من إخفاقات الحكومة.

## التأثير
كان لأزمة المياه آثار كبير على الاقتصاد والصحة والسلامة. من الواضح أن توفير المياه المحلية للري والاستخدام الحضري له عوامل خارجية إيجابية في شكل الأمن الغذائي والصحة العامة والاستقرار العام.

### التأثير الاقتصادي
أدت أزمة المياه إلى فقدان 37 ألف وظيفة في مقاطعة كيب الغربية، ودفع حوالي 50 ألف شخص تحت خط الفقر بسبب فقدان الوظائف والتضخم وزيادة أسعار المواد الغذائية. يقدر المحللون أن أزمة المياه ستكلف حوالي 300 ألف وظيفة في الزراعة وعشرات الآلاف في قطاعات الخدمات والضيافة والغذاء.

#### التأثير الزراعي
الزراعة هي مجال مهم في كيب الغربية. جذبت صناعة النبيذ في كيب الغربية 1.5 مليون سائح في عام 2017؛ وذلك إلى جانب صناعات الفاكهة المتساقطة التي توظف حوالي 340 ألف عامل وتساهم بأكثر من 10% في اقتصاد كيب الغربية. تستهلك العديد من المحاصيل أيضًا كميات كبيرة من المياه؛ فتحتاج مزرعة العنب مثلًا ما بين 10 و24 بوصة من الماء للبقاء على قيد الحياة. اضطر قطاع الزراعة في مقاطعة كيب الغربية إلى خفض استخدام المياه بنسبة 60% في المتوسط منذ عام 2017 حتى عام 2018؛ مما أدى إلى انخفاض المحصول وخسارة اقتصادية تقدر بقيمة 5.9 مليار راند (400 مليون دولار أمريكي)؛ و30 ألف وظيفة ونسبة انخفاض في الصادرات تتراوح بين %13-20%. تشير بعض التقديرات إلى ارتفاع الرقم إلى 14 مليار راند (1 مليار دولار أمريكي).
تُعد عائدات الاستثمار في صناعات النبيذ والفاكهة المحلية منخفضة للغاية؛ وذلك على الرغم من أن صناعة النبيذ هناك تنتج بعضًا من أكثر أنواع النبيذ شهرة في العالم. أدى هذا إلى القلق حول تعرض العديد من الشركات الزراعية لخطر الإفلاس.

#### التأثير السياحي
تُعد كيب تاون وجهة سياحية رئيسية، وهي المدينة التي تستقبل أكبر عدد من الزوار القادمين من مسافات بعيدة في القارة. تضررت السياحة بشدة مع انخفاض عدد الوافدين والإشغال وحركة الزوار في مناطق الجذب السياحي في يناير عام 2018 مقارنة بالفترة نفسها من عام 2017. سجل قطاع الإقامة انخفاضًا في الإشغال بنسبة 10%. قدمت الفنادق تنازلات في الخدمة، مثل إزالة مقابس الحمامات، ووضع معقمات الأيدي للضيوف، ووضع المكثفات في الدش أو تصريف أحواض السباحة بالكامل أو ملئها بالمياه المالحة. أطلقت المدينة إحدى مبادراتها الرئيسية في أكتوبر عام 2017، وهي حملة بعنوان «ادخر أموالك مثل المواطن المحلي»، وذلك مع التركيز على إشراك السياح في المبادرات المتعلقة بالجفاف على مستوى المدينة.

### الفقر المائي
يميل الفقر المائي إلى حصر الأشخاص الذين لا يستطيعون شراء الطعام أو الماء الضروريين لمجتمعهم ليصبحوا أكثر غِنى. يُعد بيع مياه الآبار أو الأنهار غير القانوني في كيب تاون، ولكن ما يزال بإمكان الناس الاستفادة من النقل والعمالة المرتبطة بإيصال المياه من مناطق أخرى. غُرِّم الأشخاص الذين كانوا يستخدمون أكثر بكثير من بدل المياه اليومي المخصص لهم والبالغ 50 لترًا للفرد في اليوم بغرامة مالية تتراوح بين 500-3000 راند (35-210 دولارًا أمريكيًا). أدى هذا التأثير إلى ترسيخ فجوة الفقر لأن الغرامة كانت صغيرة نسبيًا بالنسبة للأثرياء ولكنها مدمرة للسكان الأقل ثراء.

### الصحة العامة
أثار اختصاصيو الصحة العامة مخاوفهم بشأن الأمراض التي يمكن أن تنتشر عن طريق التلوث البرازي الفموي نتيجة لغسل اليدين بشكل أقل. كانت شركات الصحة العامة ومراكز البحوث ومقدمو الخدمات الصحية قلقين أيضًا من تأثير أزمة المياه على الخدمات الصحية.
يمكن أن يؤثر عدم كفاية المرافق الصحية في الإصابة بأمراض الإسهال، والتي تقتل 2.2 مليون شخص كل عام في جميع أنحاء العالم، وتحدث معظم الوفيات بين الأطفال الذين تقل أعمارهم عن 5 سنوات. اقتُرِحت إمكانية أن يؤدي ذلك إلى انتشار أمراض مثل الكوليرا وغيرها بسرعة دون وجود الصرف الصحي المناسب؛ وخصوصًا بما أن عدد سكان كيب تاون يبلغ حوالي 4.3 مليون نسمة وتبلغ الكثافة السكانية حوالي 1500 لكل كيلومتر مربع، وخاصة في الأحياء الفقيرة في كيب تاون. كان من الممكن أن تتفاقم عواقب الصحة العامة بسبب الحشرات في المياه القذرة والمياه غير النظيفة، مما قد يتسبب في انتشار المزيد من الأمراض. حذر المسؤولون من أن الأمراض التي تنقلها المياه مثل الكوليرا والتهاب الكبد أ وحمى التيفود «من المرجح أن تصبح أكثر انتشارًا»، وذلك عندما بدأ السكان في تخزين المياه في حاويات ملوثة. كان من المحتمل جدًا انتشار المرض نتيجة الاستخدام الأقصى البالغ 25 لترًا (6.6 غالونًا) من الماء للفرد يوميًا، وهي كمية غير كافية للحفاظ على نظافة الأسرة. أدى ذلك، إلى جانب استخدام المياه الرمادية وتشجيع وسائل الإعلام الشعبية للتخلي عن غسل الفاكهة، إلى زيادة خطر انتقال التلوث. يشكل نقص المغذيات، أو تدني جودة المغذيات التي يحصل عليها الأفراد، تأثيرًا آخر على الصحة العامة نتيجة لأزمة المياه. تنقص أو تقل جودة غلات المحاصيل والماشية بسبب نقص المياه.

### مخاطر الصحة المهنية
تعد أماكن الاستحمام وغسل العينين في حالات الطوارئ جزءًا أساسيًا من سلامة مكان العمل في العديد من المعامل والمصانع. من الضروري توفير إمدادات ثابتة من المياه في حالة التعرض للمواد الكيميائية الضارة. اقترحت العديد من متطلبات الصحة والسلامة المهنية أن تكون حمامات الطوارئ قادرة على ضخ 75 لترًا في الدقيقة لمدة 15 دقيقة على الأقل. سيكون العمال الذين يتعاملون مع المواد الكيميائية المسببة للتآكل معرضين للخطر إذا مُنِعت أماكن الغسيل هذه أو قُيِّدت.

### رعاية الأطفال
يُعد الأطفال في المنازل ودور الأيتام من أكثر الفئات ضعفًا التي يمكن أن تعاني من الآثار الصحية لندرة المياه. إن تغذية وغسل وتعقيم العناصر اللازمة لرعاية الأطفال تتطلب كميات كبيرة من المياه. سيُترك 1.1 مليون طفل بدون ماء في حال إغلاق الصنابير في المدارس في «اليوم الصفر».

### مخاطر الحريق
كان هناك قلق من أن مخاطر الحرائق ستزداد مع جفاف البيئة والبنية التحتية بشكل متزايد. كان هذا مهمًا بشكل خاص للمواقع الصناعية الكبيرة والمخازن حيث يمكن أن يمتد الحريق في أحد المواقع بسهولة أكبر إلى المباني الأخرى القريبة. يمكن أن يفشل نظام إخماد الحرائق أيضًا بسبب انخفاض ضغط الماء في المناطق المرتفعة.